# برايف فينسر موساشي
برايف فينسر موساشي (بالإنجليزية: Brave Fencer Musashi)‏، هي لعبة فيديو يابانية من نوع أكشن تقمص الأدوار، صدرت اللعبة في الأسواق سنة 1998، وتعمل حصرياً على منصة بلاي ستيشن، وهي من تطوير ونشر سكوير.